# Газіантеп – Кіліс/Антак'я
Газіантеп – Кіліс/Антак'я – газопровід на південному сході Туреччини, по якому блакитне паливо надходить до провінцій Хатай та Кіліс.
У другій половині 2000-х років очікували на успішне завершення проекту Арабського газопроводу, по якому блакитне паливо з Єгипту мало надходити до цілого ряду арабських країн Леванту та Туреччини. Задля його під’єднання до турецької газотранспортної системи на території Туреччини запланували прокласти газопровід довжиною 94 км та діаметром 900 мм, який би сполучав пункт на сирійському кордоні та трубопровід Газіантеп – Мерсін. Арабський газопровід встигли довести до сирійського Хомсу, при цьому спорудження ділянки довжиною лише 62 км між Алеппо та сирійсько-турецьким кордоном дозволило б вже розпочати поставки до Туреччини, не очікуючи появи дистанції Хомс – Алеппо (з використанням існуючого газопроводу Арак – Алеппо). Втім, виникнення дефіциту природного газу в самому Єгипті перервало поступ проекту, а невдовзі на території Сирії розгорнулась тривала громадянська війна.
При цьому в 2011 – 2013 роках у Туреччині все-таки проклали ділянку довжиною 76 км та діаметром 900 мм від газопроводу Газіантеп – Мерсін (з вихідним пунктом дещо західніше від Газіантепу) до розташованого дещо північніше від сирійського кордону міста Кіліс.
Крім того, у 2010-х проклали відгалуження від газопроводу на Кіліс, яке прямує у південно-західному напрямку та досягає столиці провінції Хатай міста Антак'я. Вона має довжину 137 км та виконане в діаметрі труб 400 мм.
Таким чином, у підсумку Кіліс та Антак'я отримали блакитне паливо не з сирійського напрямку, а імпортоване з Ірану, Азербайджану або через термінал ЗПГ Дортйол.